# Тракторозаводской посёлок

Карта посёлка

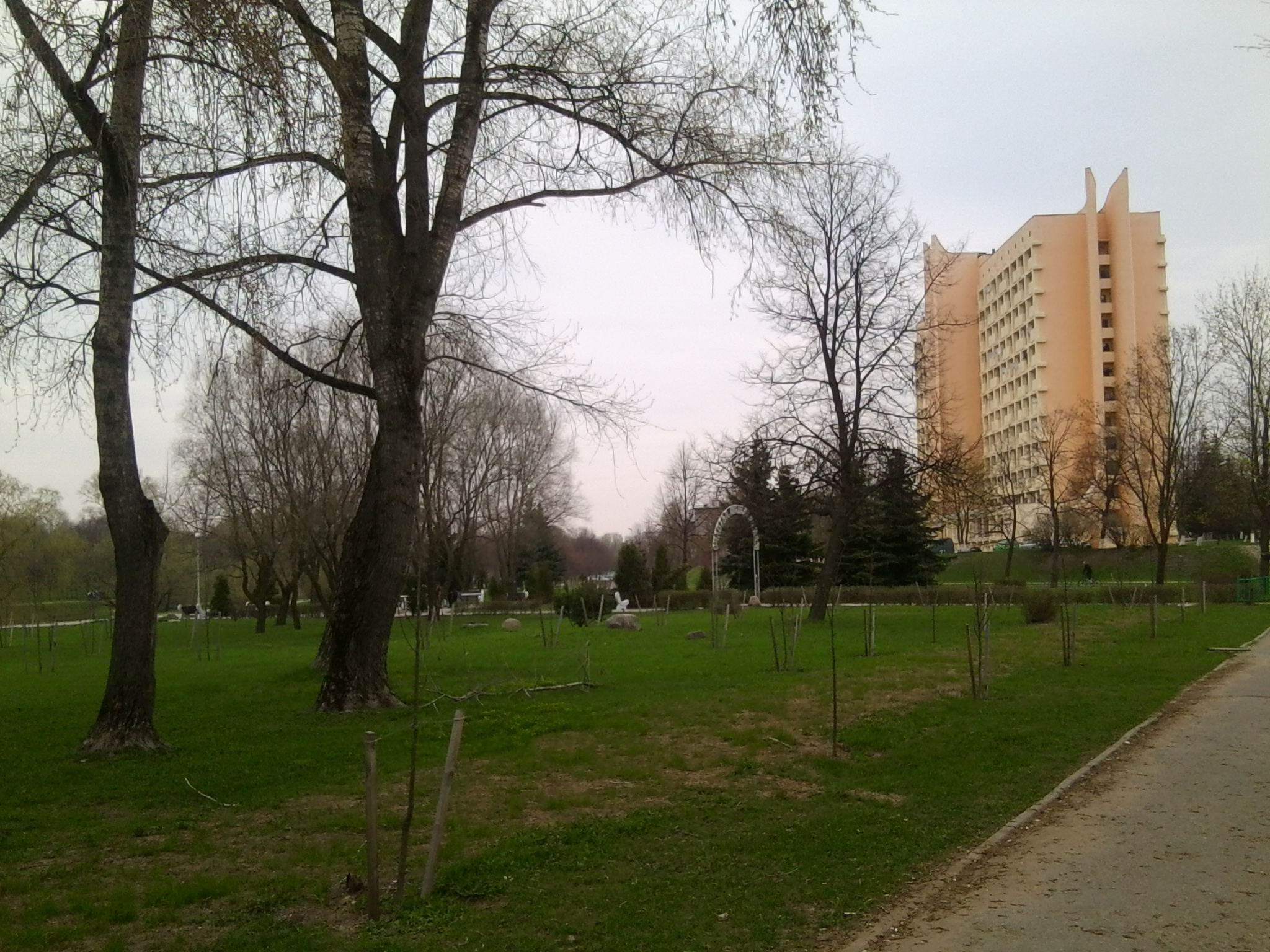
Общежитие № 9 РУП МТЗ

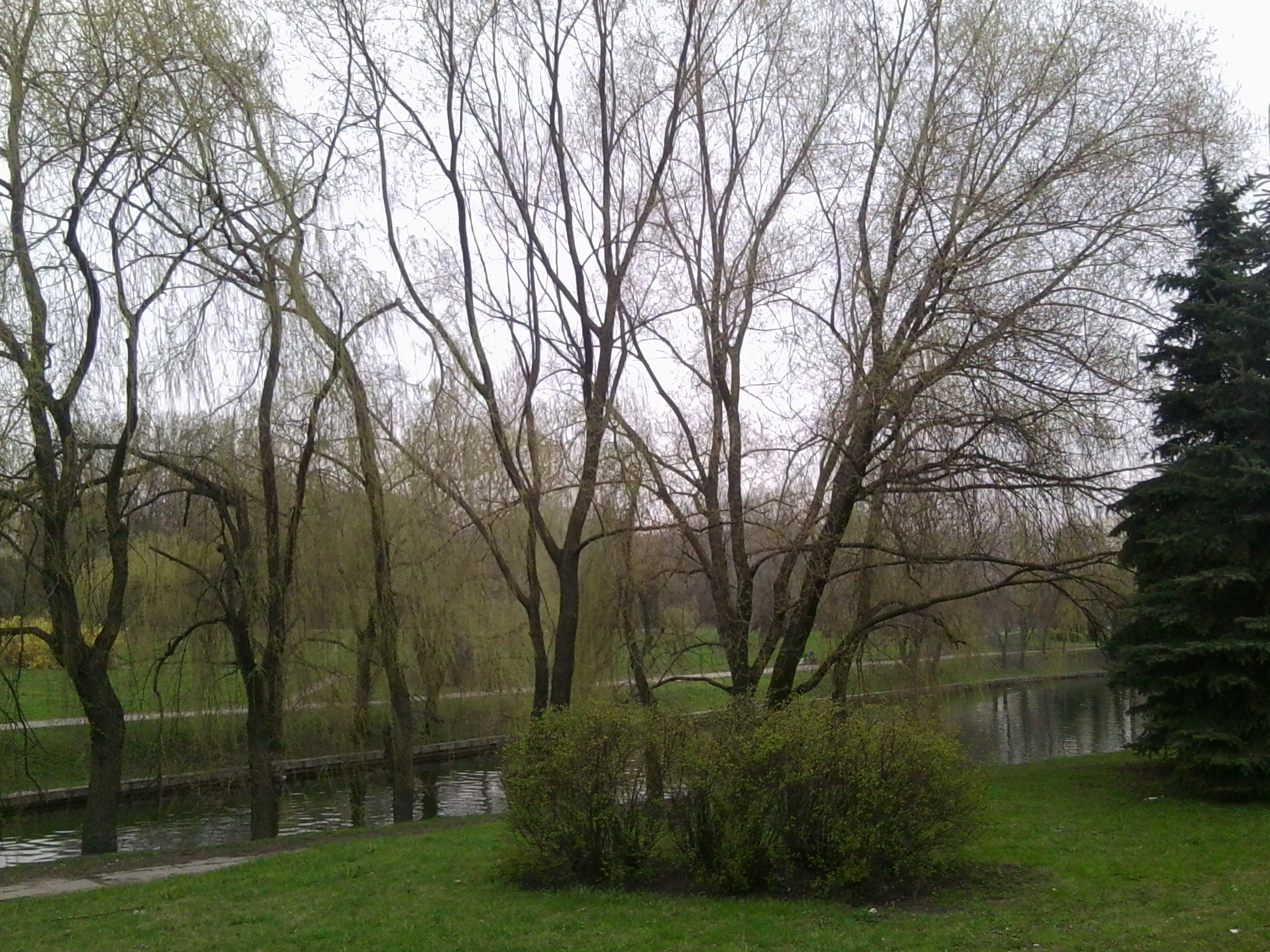
Канал Слепянской водной системы

Тракторозаводской посёлок — жилой микрорайон Минска в составе Партизанского района. Ядро микрорайона было построено в конце 40-х — начале 50-х годов XX века, в дальнейшем продолжалось активное его развитие. Строительные работы были начаты в связи с возведением объекта республиканского значения — Минского тракторного завода. Тракторозаводской посёлок славится, прежде всего, своим уютом и большим количеством зелёных насаждений, что отличает его от большинства районов города.

## История
В районе современного Тракторозаводского посёлка и велозавода в XIX веке находилась «Архиерейская роща» (так называемая «Пустыня»). Шпилевский упоминает «Пустыню» — «красивый хутор, окруженный сосняком и берёзовыми лесами, славящийся своим чистеньким прудиком, садом и домиками из мягкой глины с примесью вереска, построенными по плану самого владельца хутора, архиерея Антония, естественного любителя агрономии и естественных наук, который и живёт в Пустыне». Также на территории посёлка тракторного завода располагались деревня Будилово и предместье Долгий Брод.
В 1939 году было принято решение построить на территории будущего микрорайона завод авиабомбардировщиков. В строительных работах принимало участие большое число рабочих, ведь сроки сдачи объекта были весьма короткими. Было построено несколько ангаров для самолётов, но дальнейшим планам помешала осуществиться начавшаяся Великая Отечественная война.
Сразу после окончания войны началось строительство Тракторозаводского посёлка. На базе Авиазавода № 453 в соответствии с решением Совета Министров СССР от 29 мая 1946 года был построен Минский тракторный завод. Для рабочих такого крупного предприятия было необходимо создать жилой район, полностью обеспеченный всей социально-бытовой инфраструктурой. Исходя из такой необходимости, работы по возведению посёлка начались одновременно со строительством завода. В соответствии с планом строительства района была предусмотрена малоэтажная застройка (2—3-этажные здания) и создание общественного центра посёлка. Объекты социальной инфраструктуры, такие как магазины, отделение почты, баня, прачечная, школа и детский сад, были расположены в шаговой доступности. В проектировании района принял участие архитектор Зиновий Моисеевич Розенфельд — ведущий советский специалист в области жилищного строительства, выполнивший, в том числе большой объём работ по оформлению нынешнего проспекта Независимости в Минске. В строительстве микрорайона, наряду с советскими гражданами, были задействованы и пленные немцы, а немецкие архитекторы участвовали в проектировании посёлка.
В 1940—50-е годы в микрорайоне были воздвигнуты 13 кварталов. Строительство микрорайона шло в строгом соответствии со всеми санитарно-гигиеническими нормами, такими как нормальная плотность застройки и плотность населения, благоприятная ориентация зданий, максимальная инсоляция зданий и участков благоустройства, была учтена роза ветров. Дома строились таким образом, чтобы между ними было достаточно свободного пространства. Под них были выделены просторные территории, которые изобилуют зелёными насаждениями. Пространство двориков спроектировано так, чтобы максимально отгородить жилые дома от улицы. Дворовые территории украшались разнообразными скульптурами, например, медвежат с бочонком мёда и мальчика на самокате.
Застройка ядра микрорайона представлена зданиями в неоклассическом стиле с интересным художественным оформлением домов (лепнина, пилястры, интересное оформление балконов, «греческие» рельефные вазы, лавровые венки, башенки со шпилями, кованые украшения и цветники под окнами и другие декоративные элементы). На крышах большинства домов микрорайона расположены трубы дымоходов — ведь раньше отопление осуществлялось с помощью печей, расположенных в подвалах и топившихся углём.
Поэт Петрусь Бровка, впечатлённый размахом работ, написал:
Рассунуўшы сосны
Плячамi, што волат,
У лесе ўздымаецца

Трактарагорад.
Уже в конце 1940-х многие рабочие тракторного завода получили ключи от нового жилья. Некоторые дома предназначались для семей рабочих-стахановцев.
Дома по улице Долгобродской были построены в 1950-е годы и выполнены в другом архитектурном решении. Более поздняя застройка района (1960—70-е) представляет собой преимущественно 4—5-этажные кирпичные и панельные дома — «хрущёвки». В 1970-е было на улице Кошевого было возведено общежитие Минского тракторного завода.
В 1950 году в своей книге «Минск» известный архитектор Михаил Осмоловский написал:
В этом районе завершается комплексное строительство и благоустройство 12 кварталов жилых домов со школами, детскими учреждениями, магазинами, гостиницей, поликлиникой и всеми видами коммунального обслуживания населения. В некоторых домах используется имитация бруса. Деревянные панели, имитирующие профилированный брус, поддерживают комфортную температуру и влажность в помещении, обеспечивают высокий уровень звукоизоляции.На главной кольцевой магистрали и на полосе, примыкающей к Западной железной дороге, расположены четырехэтажные жилые дома, а по межквартальным улицам — двух- и трехэтажные.

## Улицы микрорайона
| Улица                      | Происхождение названия |
| -------------------------- | --- |
| ул. Олега Кошевого         | Названа в честь героя СССР, активного участника антифашистского сопротивления Олега Кошевого. |
| ул. и пер. Будённого       | Названы в честь героя гражданской войны, командующего Первой конной армией РККА Семёна Будённого. |
| ул. Стахановская           | Названа в честь советского рабочего-шахтёра, новатора угольной промышленности и основоположника стахановского движения Алексея Стаханова. |
| пер. Стахановский          | Первоначальное название — переулок Банный. Нынешнее название — в честь Алексея Стаханова (см. предыдущий пункт). |
| ул. Грицевца               | Первоначальное название — Заводское кольцо. Нынешнее название — в честь советского лётчика-истребителя, дважды героя Советского Союза и майора РККА Сергея Грицевца.                                                                                           |
| ул. и пер. Клумова         | Первоначальное название — улица Клубная. Нынешнее название — в честь героя СССР, участника минского подполья, профессора медицинских наук Евгения Клумова. |
| ул. Чеботарёва             | Первоначальное название — улица Промышленная. Нынешнее название — в честь героя СССР, участника Великой Отечественной войны Василия Чеботарёва. |
| ул. и пер. Щербакова       | Названы в честь советского государственного и партийного деятеля СССР Александра Щербакова. |
| ул. Долгобродская          | Получила своё название благодаря предместью Долгий Брод, названному так от брода на реке. |
| ул. Ванеева                | До мая 1947 года называлась улицей Леккерта, в честь революционера Гирша Леккерта. Нынешнее название дано в честь одного из организаторов подпольной борьбы и партизанского движения в Беларуси, государственного и партийного деятеля БССР Владимира Ванеева. |
| Партизанский проспект      | Первоначальное название — Могилёвское шоссе. Нынешнее название — в честь героического подвига советских партизан, сражавшихся в годы Великой Отечественной войны против немецко-фашистских захватчиков.                                                        |
| пер. Ученический           | Точно не известно. |
| бульвар Тракторостроителей | Назван в честь рабочих Минского тракторного завода. |

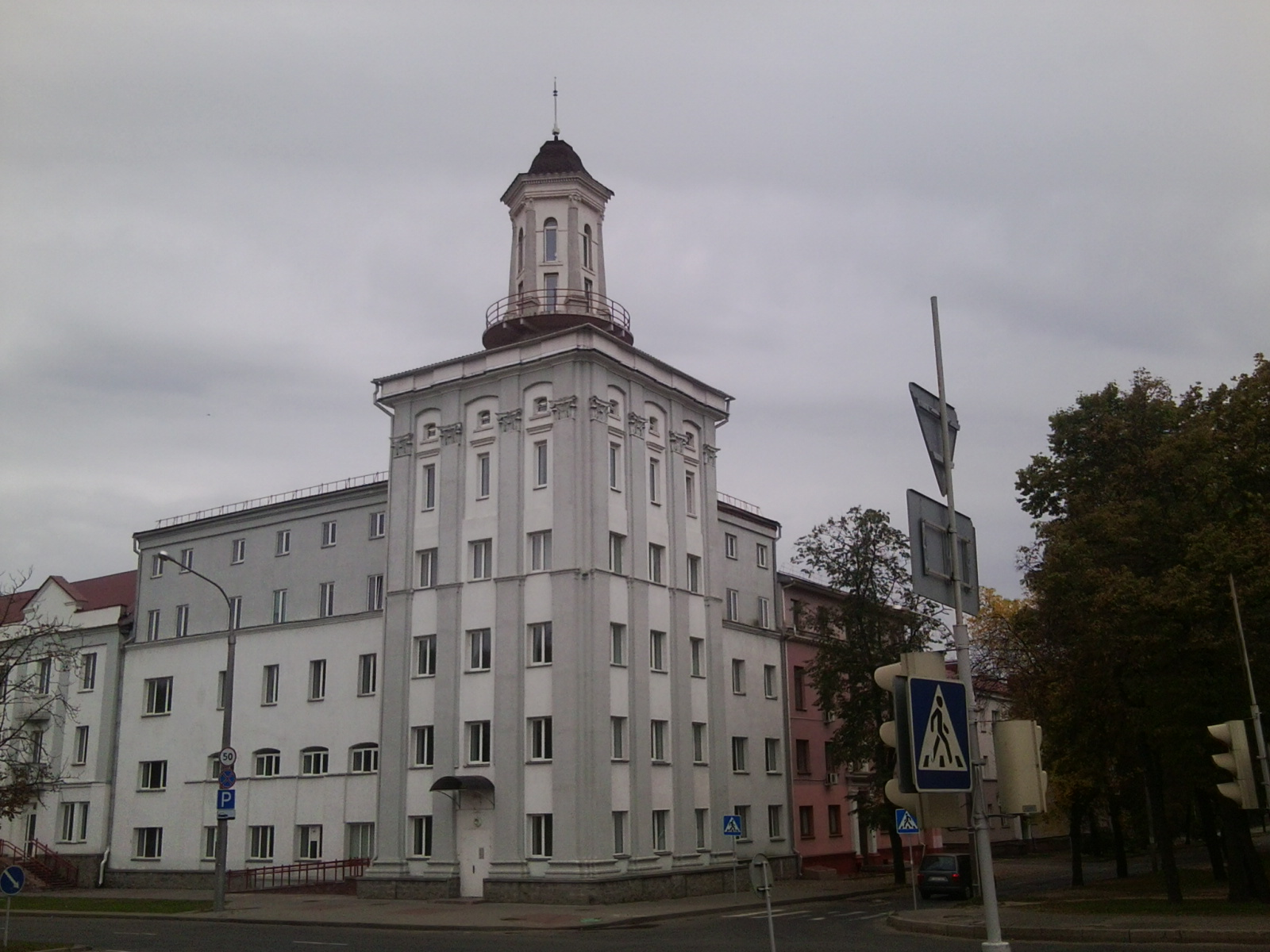
Начало улиц Кошевого и Клумова
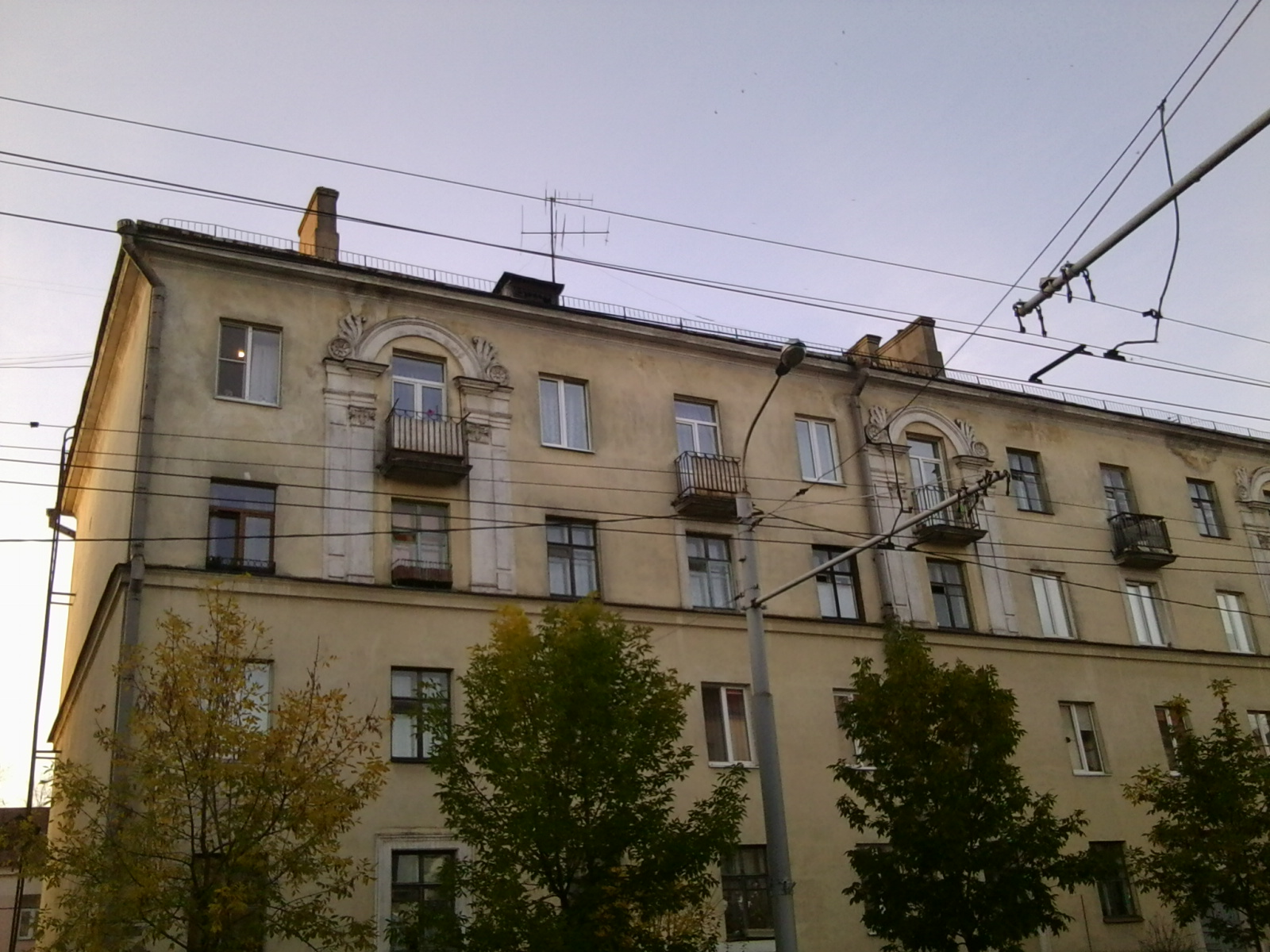
Декоративное оформление дома по улице Будённого
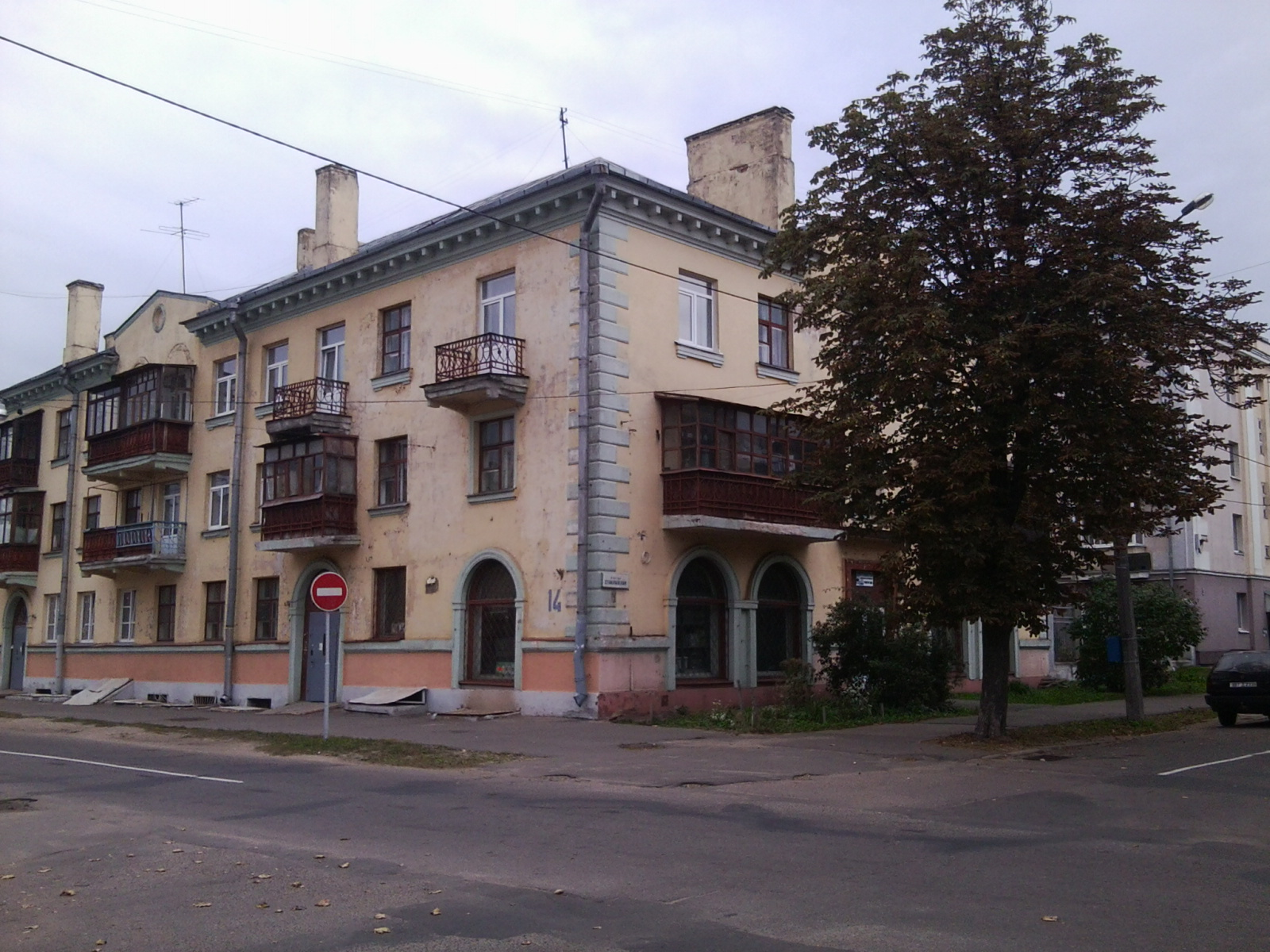
Дом на пересечении улиц Чеботарёва и Стахановской
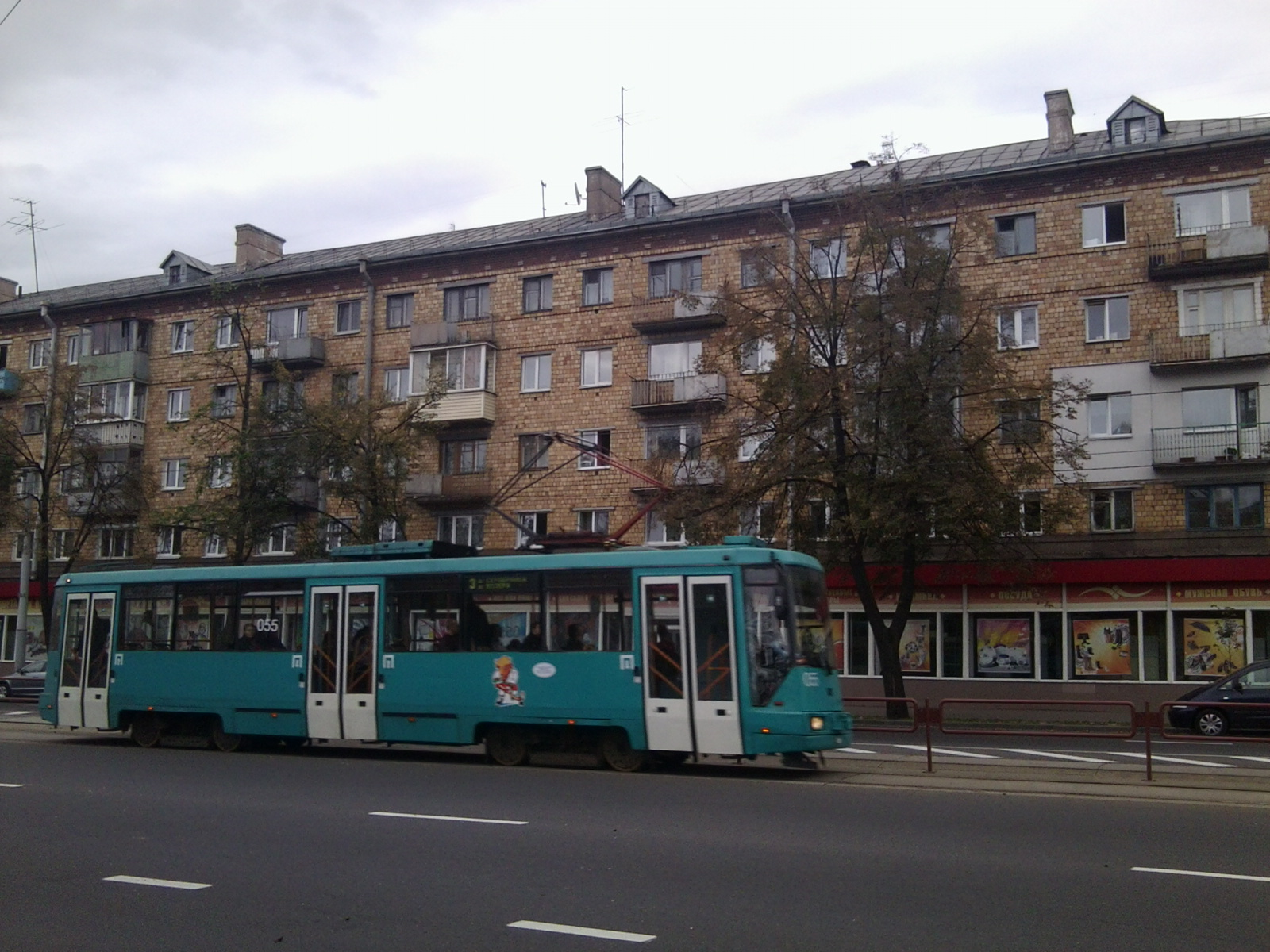
Улица Долгобродская

## Жилой фонд
Жилой фонд микрорайона представлен 2—5-этажной застройкой. На территории микрорайона расположено общежитие № 9 РУП МТЗ.
На начало 2011 года на территории посёлка предполагалась одну часть жилых домов реконструировать, а часть малоэтажной застройки — снести, был разработан проект, но позже от сноса зданий было решено отказаться, был принят новый план, предполагавший провести реконструкцию в три очереди:
1. Территория между улицами Олега Кошевого, Клумова и Щербакова.
2. Территория между улицами Кошевого, Будённого, Долгобродской и Партизанского проспекта.
3. Реконструкция территории с хрущевками.

К 2017 году планы снова были пересмотрены, было решено снести 11 пустовавших жилых домов в районе улиц Щербакова, Чеботарёва и Клумова, и на их месте построить новые семиэтажные здания.

## Промышленность
Минский тракторный завод — крупнейшее в стране предприятие по разработке и изготовлению колёсных и гусеничных тракторов и других сельскохозяйственных машин и запасных частей к ним. Завод входит в восьмёрку крупнейших производителей сельскохозяйственной техники в мире. Именно в связи со строительством завода появился Тракторозаводской посёлок. На заводе работает более 20 тысяч сотрудников.
Также на территории микрорайона раньше функционировал Минский авторемонтный завод, который в советское время занимался ремонтом военных машин, а позже — и гражданской автомобильной техники. В настоящее время там расположено 124-е автосборочное производство Минского завода колёсных тягачей.

## Социальная сфера

### Культура
На территории микрорайона расположен Дворец культуры Минского тракторного завода. Его проект был разработан сотрудниками архитектурной мастерской № 1 института «Белгоспроект» под руководством архитектора Г. Бенедиктова и главного инженера проекта В. Павловской. Строительство осуществил строительный трест № 5. Объём сооружения составил 46 тысяч м³, были обустроены два зала на 800 и 300 мест, просторная библиотека и множество помещений для художественной самодеятельности. Во Дворце проводятся творческие мероприятия для жителей Партизанского района и города Минска. На сцене ДК ежегодно проводится смотр-конкурс художественной самодеятельности работников завода, а также крупные международные фестивали: Фестиваль гармонистов, Фестиваль казачьей песни «Гайда», Конкурс дуэтов. Свою творческую работу проводят ансамбль бального танца «Мара», ансамбль танца «Лянок», ансамбль эстрадного танца «Серпантин», театры «На Долгом броде» и «Карусель», студия изобразительного искусства и духовой оркестр.
Также на территории Тракторозаводского посёлка расположена библиотека № 6 по адресу: ул. О. Кошевого, 10.

### Достопримечательности

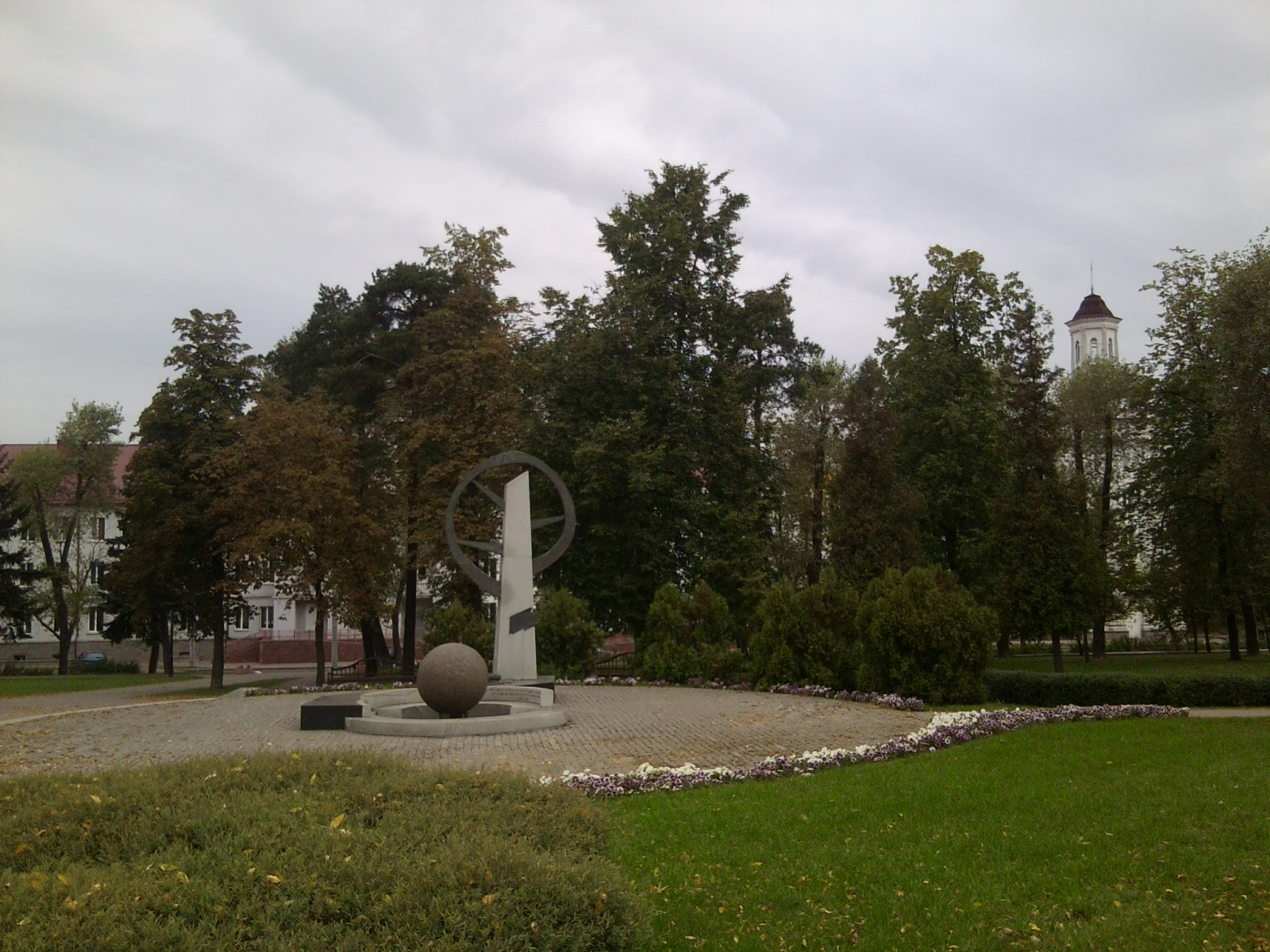
Сквер «Содружество»

На территории микрорайона расположен памятник-трактор, выпущенный 14 октября 1953 года. В 1971 году, вернувшись из колхоза «Большевик», был установлен на территории завода, а в 2016 году — перенесён на площадку перед проходной предприятия.
В сквере «Содружество» расположен памятник воинам-казахстанцам, погибшим в годы Великой Отечественной войны, в том числе и в боях за освобождение Беларуси от немецко-фашистских захватчиков.

### Образование
На территории Тракторозаводского посёлка расположен ряд учебных заведений.
По адресу ул. Будённого, 6 ранее располагалась средняя школа № 57, при которой разбит яблоневый сад. Школа была открыта в 1960 году. Первым директором школы был Василий Яковлевич Назаров. Теперь там находится учебный корпус Белорусской государственной академии искусств.
На территории микрорайона расположена также средняя школа № 22 (ул. Грицевца, 9). Школа является одной из старейших в Партизанском районе. Она основана в 1949 году. С 1 сентября 2008 года работает с хореографическим уклоном. В школе организовано обучение танцам, изобразительному искусству, игре на музыкальных инструментах, созданы 9 танцевальных ансамблей и 3 детских хора. Также на территории микрорайона функционируют средняя школа № 87 (ул. Щербакова, 23) и детская музыкальная школа искусств № 3 им. Ф. Шопена, расположенная по адресу: ул. Щербакова, 4.
Помимо школ, функционируют два профессионально-технических колледжа: (Минский государственный профессионально-технический колледж монтажных и подъёмно-транспортных работ (ул. Будённого, 8) и Филиал БНТУ «Минский государственный машиностроительный колледж» (ул. Долгобродская, 25). Кроме них, на территории района расположены Минский государственный медицинский колледж (ул. Долгобродская, 41, к. 1) и Международный государственный экологический институт имени А. Д. Сахарова Белорусского государственного университета (ул. Долгобродская, 23).

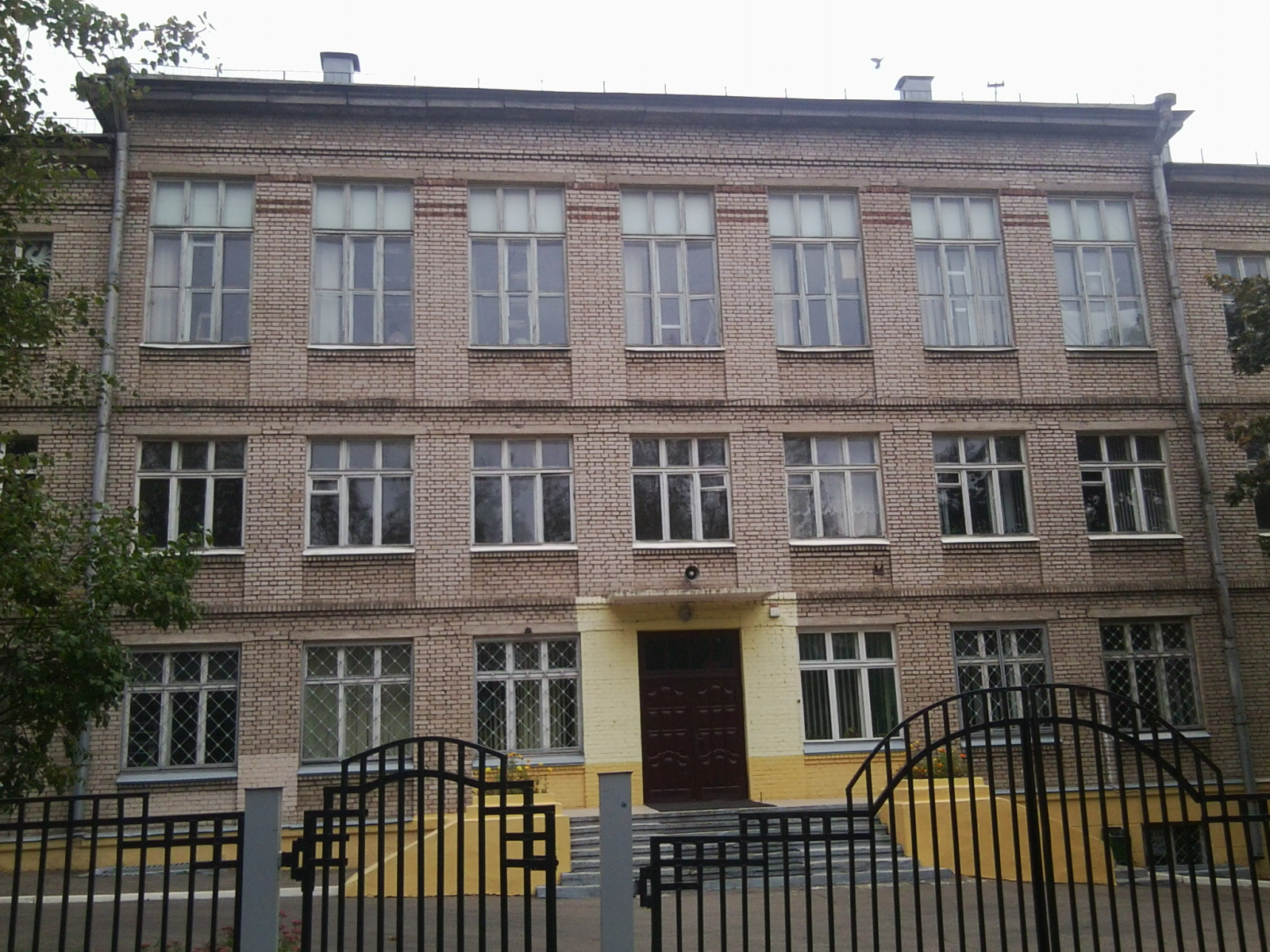
Здание средней школы № 57, в котором теперь располагается учебный корпус Белорусской государственной академии искусств
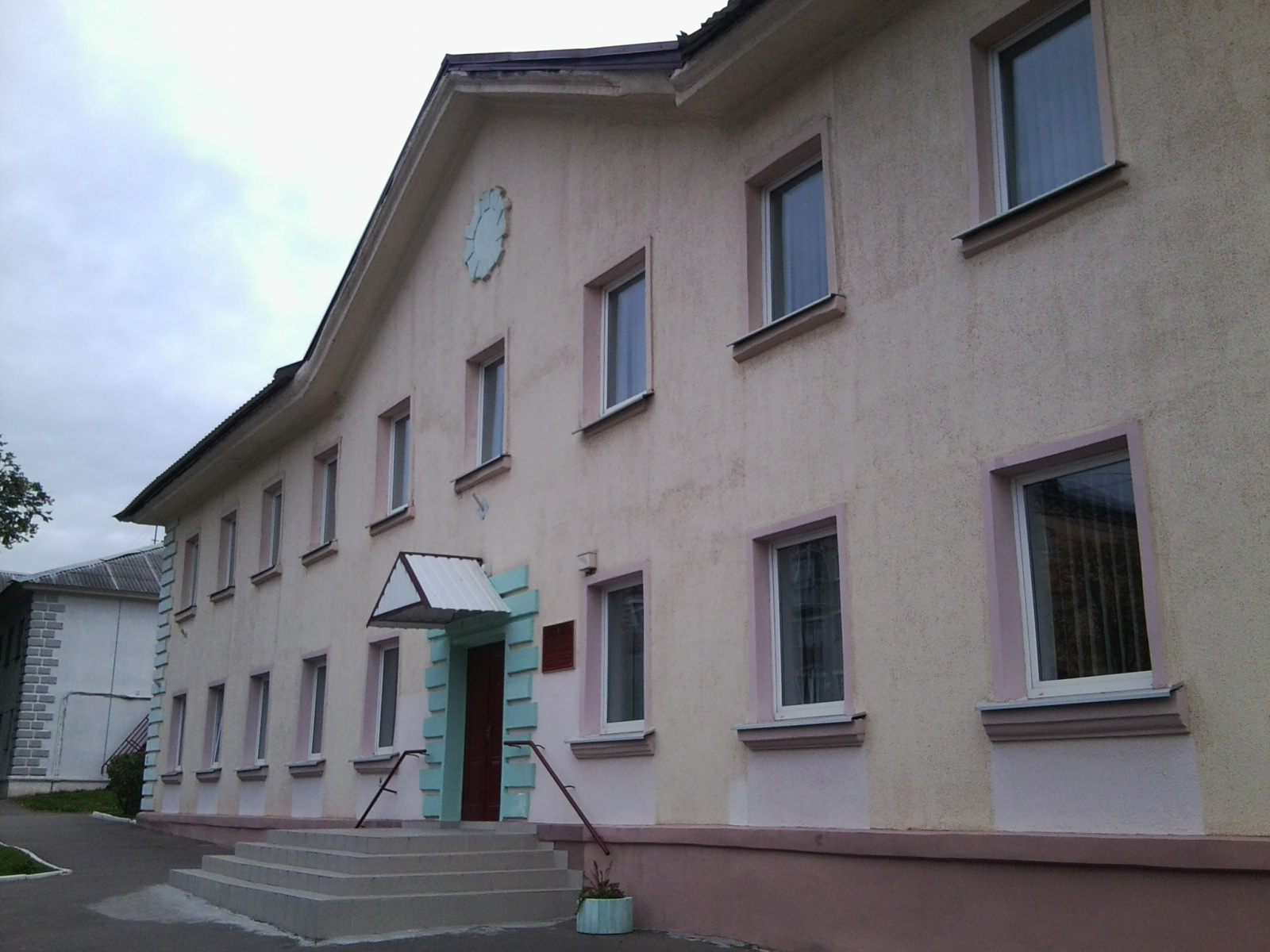
Детская музыкальная школа искусств № 3 им. Шопена
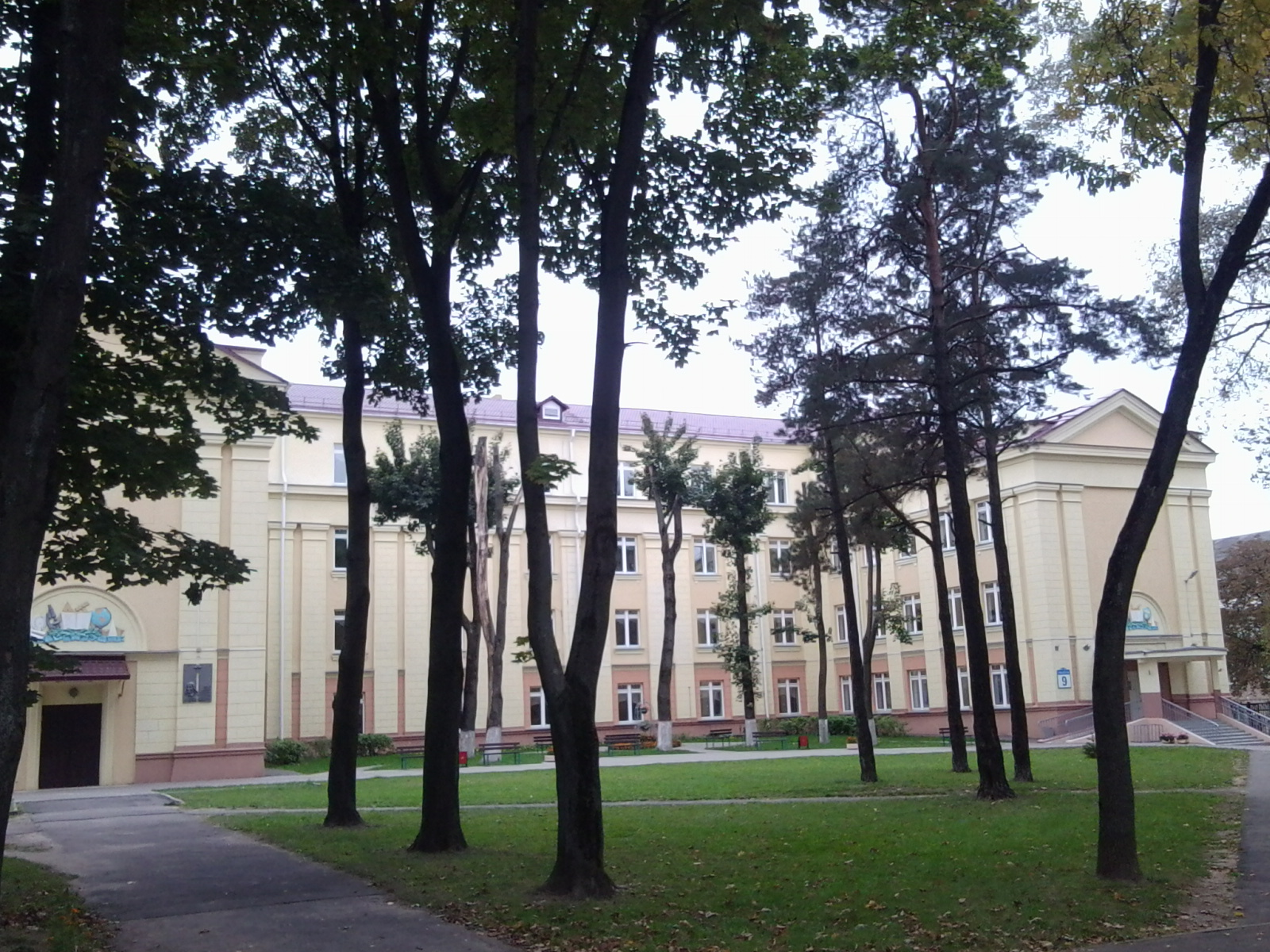
Средняя школа № 22 с хореографическим уклоном

### Здравоохранение

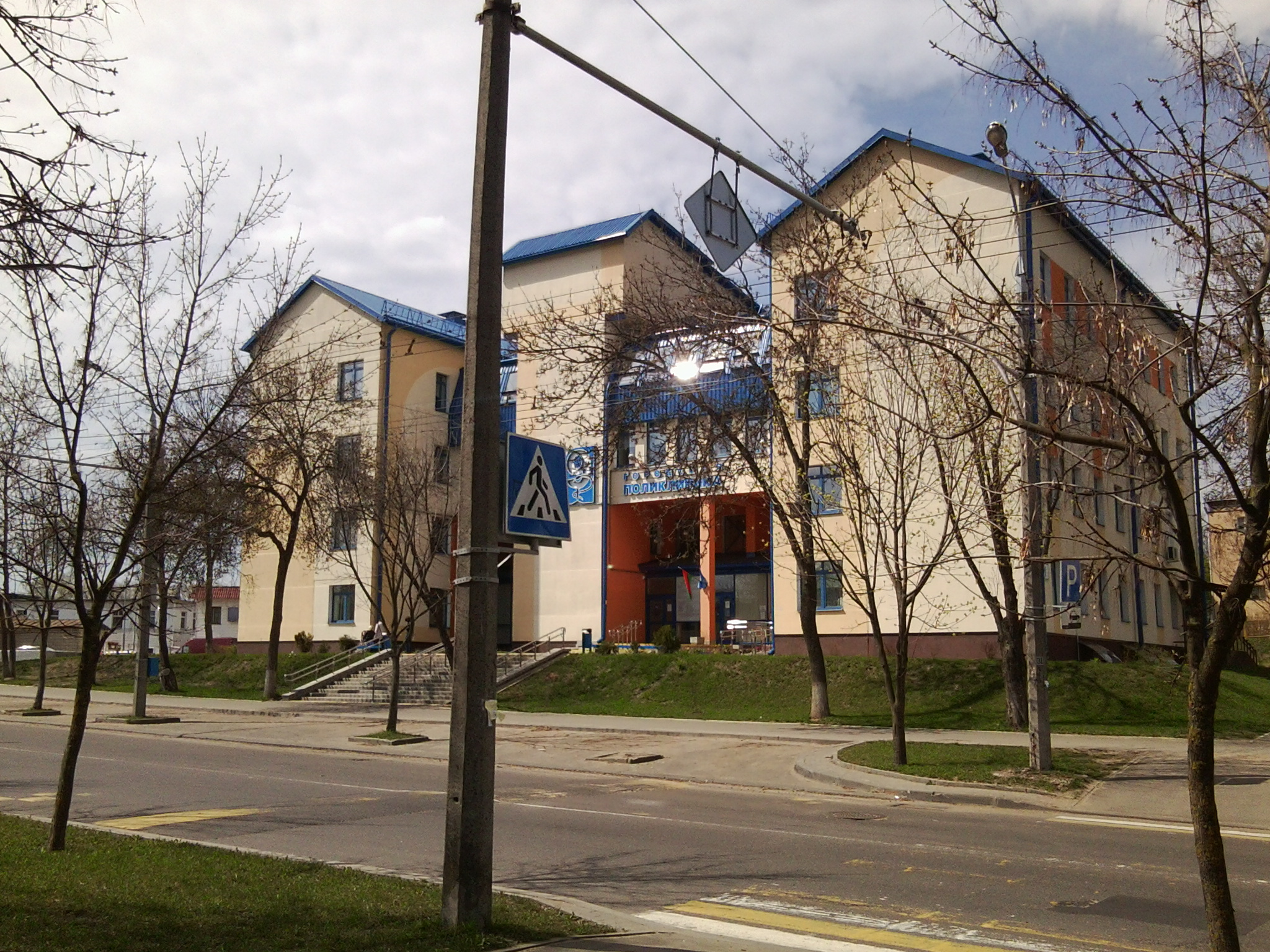
9-я городская поликлиника

Медицинское обслуживание взрослого населения микрорайона осуществляют 9-я городская поликлиника (ул. Щербакова, 1, здание реконструировано) и Медицинский центр Минского тракторного завода, расположенный по адресу: ул. Стахановская, 10а (обслуживает работников завода).
Медицинское обслуживание детского населения осуществляет 9-я городская детская поликлиника. Здание, располагавшееся на ул. Долгобродская, 39, к. 1, было решено реконструировать, и с 2011 года работа всех служб, за исключением расположенного по ул. Стахановская, 41 отделения медицинской реабилитации, осуществлялась на базе учреждения здравоохранения «14 Центральная районная поликлиника», расположенной на ул. Фроликова, 2. В связи с наличием продольных трещин, реконструкция была свёрнута, было принято решение построить новое здание, ввод в эксплуатацию которого был запланирован в первом квартале 2022 года. В итоге, открытие нового шестиэтажного здания детской поликлиники состоялось 3 июня 2022 года.
На территории микрорайона расположена дежурная аптека № 25 РУП «Белфармация» по адресу: ул. Олега Кошевого, 10.

### Отдел ЗАГС

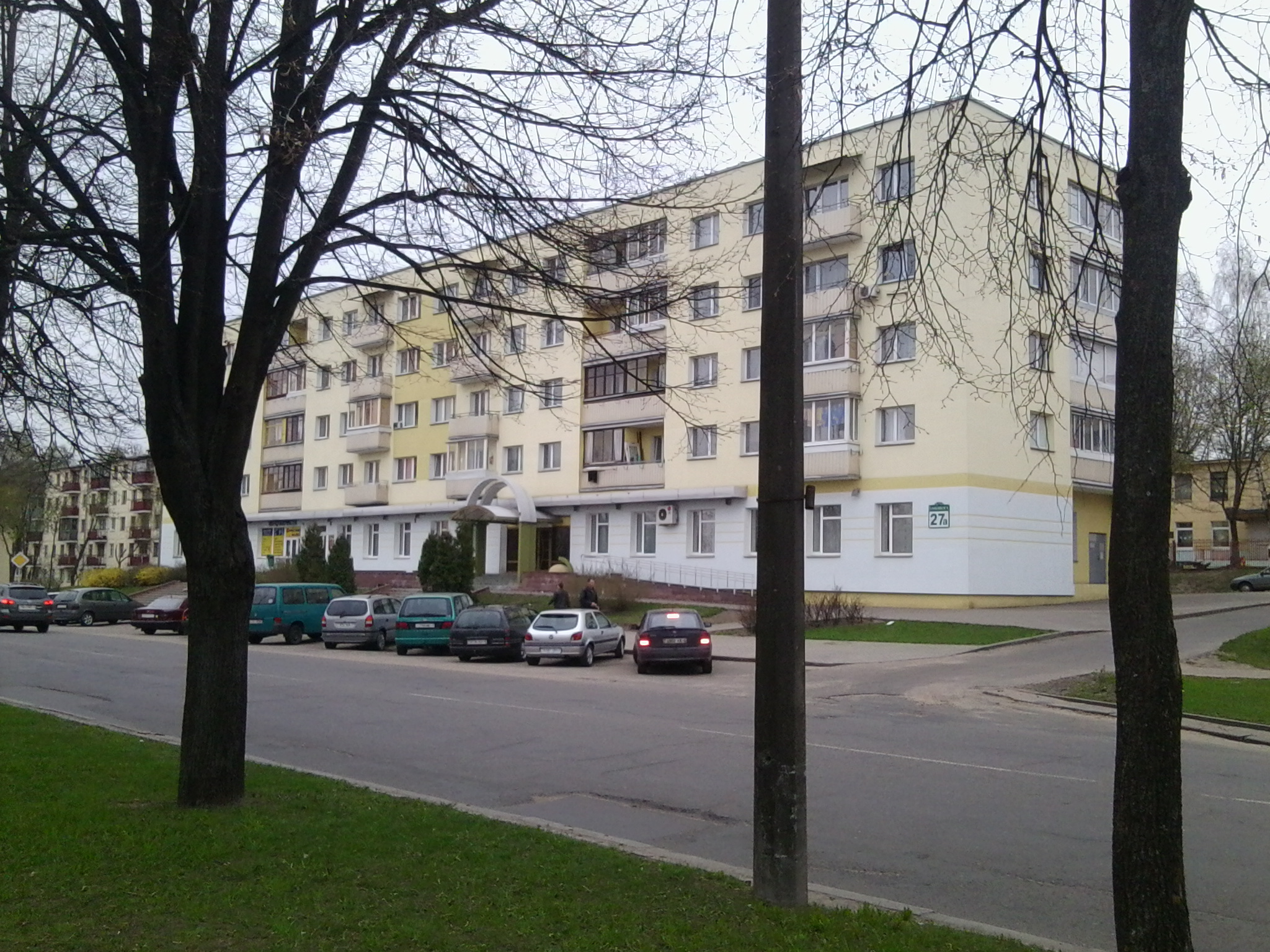
ЗАГС Партизанского района города Минска

Отдел ЗАГС Партизанского района расположен по адресу: ул. Олега Кошевого, 27а.

### Почта
На территории микрорайона расположено почтовое отделение N 70 (улица Ванеева, 18).

### Парки и скверы
На территории Тракторозаводского посёлка расположен Антоновский парк, название которого связано с именем архиепископа Антония (Зубко). Парк протянулся вдоль Слепянской водной системы от железной дороги Минск-Москва до Партизанского проспекта. 22 декабря 2006 года сессия Минского городского совета присвоила ему наименование Антоновский парк. Также местами отдыха жителей микрорайона являются украшенный цветочными клумбами и декоративными кустарниками сквер «Содружество», расположенный в пределах улиц Кошевого, Чеботарёва и Долгобродской, и сквер Клумова — назван, как и соответствующая улица, именем Героя Советского Союза Евгения Клумова. Ранее в сквере располагались деревянная эстрада и фонтан.

## Транспорт
Транспортное снабжение внутри микрорайона и с другими частями города осуществляют:
- Метро: станция «Тракторный завод» Автозаводской линии.
- Автобусы: № 2с, 14, 43, 43а, 43д, 59, 79, 79д, 84, 93, 106.
- Троллейбусы: № 3, 15, 16, 17, 19, 30, 34, 36, 41, 49, 59.
- Трамваи: № 3, 6, 7, 9.
- Ближайшие железнодорожные пункты: «Тракторный» и «Минск-Восточный».

Троллейбусное кольцо маршрута № 49 («РК О. Кошевого») — одно из первых в городе Минске и расположено именно в Тракторозаводском посёлке.
На территории микрорайона планируется строительство двух станций (проектные названия — а/в «Восточный» и Долгобродская, которая будет пересадочной на станцию Тракторный завод) кольцевой четвёртой линии метро. Работы по строительству линии планировалось начать после завершения строительства третьей линии, не ранее 2030 года, однако в 2014 году появилась информация о том, что одновременно со строительством третьей линии будут проводиться подготовительные работы для четвёртой линии. Затем планы снова были скорректированы, и по состоянию на 2022 год конкретные сроки строительства линии не оговариваются.